# 美國失敗者
《美國失敗者》（英語：American Underdog）是一部2021年美國傳記運動片，講述國家美式橄欖球聯盟（NFL）四分衛寇特·華納的故事；原本是聖路易斯公羊隊落選球員的華納經過一番努力而登上第三十四届超級碗並為隊伍贏得冠軍。電影由厄文兄弟執導，柴克·萊威、安娜·派昆與丹尼斯·奎德主演。
獅門將本片排定2021年12月25日美國上映。在影評界及觀眾間口碑以正面居多。

## 演員
- 柴克·萊威飾演寇特·華納[5]
  - 博·哈特（Beau Hart）飾演年幼的寇特·華納[1]
- 安娜·派昆飾演布蘭妲·華納（Brenda Warner）[1]
- 丹尼斯·奎德飾演迪克·維梅爾（英语：Dick Vermeil）[1]
- 蔡斯·凱利飾演邁克·馬茲（英语：Mike Martz）
- 辛蒂·霍根（Cindy Hogan）飾演蘇·華納（Sue Warner）
- 瑟達瑞斯·布雷恩（英语：Ser'Darius Blain）飾演邁克·哈德納特（Mike Hudnutt）
- 亞當·鮑德溫飾演泰瑞·艾倫（英语：Terry Allen (American football coach)）
- 布魯斯·麥吉爾飾演吉姆·福斯特（英语：Jim Foster (American football)）
- 丹尼·文森（英语：Danny Vinson）飾演賴瑞（Larry）
- 海登·扎勒（Hayden Zaller）飾演查克·華納（Zack Warner）
- 柯拉·凱特·威爾克森（Cora Kate Wilkerson）飾演傑斯·裘·華納（Jesse Jo Warner）
- O·J·凱斯·辛普森（O.J. Keith Simpson）飾演馬歇爾·福克（英语：Marshall Faulk）
- 尼克·哈里斯（英语：Nic Harris）飾演雷·刘易斯

此外，片中被飾演的真實人物包括：史蒂夫·馬留奇、雷吉·懷特、布雷特·法弗、特倫特·格林、艾薩克·布魯斯、邁克·霍爾姆葛蘭以及泰·德默。

## 外部連結
- 互联网电影数据库（IMDb）上《美國失敗者》的资料（英文）